# Tomás Herrera
Tomás Herrera Martínez (ur. 31 grudnia 1950 w Santiago de Cuba, zm. 18 października 2020 w Hawanie) – kubański koszykarz. Brązowy medalista olimpijski z Monachium.
Brał udział w trzech igrzyskach (IO 72, IO 76, IO 80). W 1972 Kubańczycy zajęli trzecie, w 1976 siódme miejsce, a w 1980 szóste miejsce. W 1971 był brązowym medalistą igrzysk panamerykańskich. Brał również udział w mistrzostwach świata w 1970 i 1974 (czwarte miejsce).